# Comuna de Szczaniec
Szczaniec (polaco: Gmina Szczaniec) é uma gminy (comuna) na Polónia, na voivodia da Lubúsquia e no condado de Świebodziński. A sede do condado é a cidade de Szczaniec.
De acordo com os censos de 2004, a comuna tem 3934 habitantes, com uma densidade 34,8 hab/km².

## Área
Estende-se por uma área de 112,92 km², incluindo:
- área agrícola: 67%
- área florestal: 26%

## Demografia
Dados de 30 de Junho 2004:
|                      | Total   | Total | Mulheres | Mulheres | Homens  | Homens |
| -------------------- | ------- | ----- | -------- | -------- | ------- | ------ |
|                      | pessoas | %     | pessoas  | %        | pessoas | %      |
| População            | 3934    | 100   | 2035     | 51,7     | 1899    | 48,3   |
| Densidade (pop./km²) | 34,8    | 100   | 18       | 18       | 16,8    | 16,8   |

De acordo com dados de 2002, o rendimento médio per capita ascendia a 1351,92 zł.

## Subdivisões
- Brudzewo, Dąbrówka Mała, Kiełcze, Koźminek, Myszęcin, Ojerzyce, Opalewo, Smardzewo, Szczaniec, Wilenko, Wolimirzyce.

## Comunas vizinhas
- Babimost, Sulechów, Świebodzin, Trzciel, Zbąszynek